# قران (محافظة المهد)
قران قرية سعودية وموقع تاريخي، في محافظة المهد بمنطقة المدينة المنورة، غرب المملكة العربية السعودية.

## التاريخ
ما ذكرة المؤرخون والجغرافيون
قال ياقوت الحموي (574هـ- 622هـ = 1178م - 1225م):
قرّان وقيل: قرّان بين مكة والمدينة بلصق أبلى، وقد ذكر في أبلى،
وقال ذو الرّمّه:
وقال السكري في قول جرير:
والأحداج: مراكب النساء، قلت: فهذا الذي ذكرنا أنه بين مكة والمدينة فهما موضعان مسميان بهذا الاسم، 
قال عبد المومن البغدادي (ابن عبد الحق) (658 - 739 هـ = 1260 - 1338 م)
«قرّان و قيل: قرّان بين مكة والمدينة بلصق أبلى.»
قال السمهودي
قرانبالضم وتشديد الراء، واد بين مكة والمدينة إلى جنب أبلى.